# Łęgi (województwo mazowieckie)
Łęgi – przysiółek w Polsce położony w województwie mazowieckim, w powiecie makowskim, w gminie Płoniawy-Bramura.
Administracyjnie przysiółek jest sołectwem.
W latach 1975–1998 miejscowość administracyjnie należała do województwa ostrołęckiego. 
W tej miejscowości odbywały się corocznie Ogólnopolskie Zawody Psich Zaprzęgów. Działał tu także Klub Psich Zaprzęgów "TRAPER", który po roku 2010 został rozwiązany ze względu na śmierć jednego z jej założycieli. Każdego roku organizowane są tu spływy kajakowe z Chorzel do Szelkowa. Łęg to tylko jeden z przystanków spływu. Do Łęgu corocznie przybywa wielu turystów. Niektórzy decydują się zostać na stałe budując tu swoje domy. 
W 2008 roku wykonano nawierzchnię asfaltową na drodze dojazdowej do wsi na odcinku 1500 m od Jaciążka. Dalsza inwestycja planowana jest na rok 2010. W 2009 r. gmina Ploniawy-Bramura wykonała wodociąg dla całej wioski wraz z linią do kolejnej miejscowości Dłutkowo.
Wierni kościoła rzymskokatolickiego należą do parafii św. Stanisława Kostki w Jaciążku.